# دث استرندینگ
دث استرندینگ (به انگلیسی: Death Stranding) یا تار و پود مرگ یک بازی ویدئویی جهان باز در سبک اکشن است که توسط کوجیما پروداکشنز توسعه یافته و به‌وسیلهٔ سونی اینتراکتیو انترتینمنت در تاریخ ۸ نوامبر ۲۰۱۹، برای کنسول پلی‌استیشن ۴ منتشر شده است و همچنین توسط ۵۰۵ گیمز در ژوئیه ۲۰۲۰ برای مایکروسافت ویندوز در دسترس قرار گرفت، به دنبال نسخه‌های سیستم‌عامل‌های مک‌اواس و آی‌اواس که در ژانویه ۲۰۲۴ عرضه شدند. این اولین عنوان هیدئو کوجیما و استودیو کوجیما پروداکشنز پس از جدایی از شرکت کونامی در دسامبر ۲۰۱۵ محسوب می‌شود. در ژوئن ۲۰۲۱ اعلام شد، نسخهٔ دث استرندینگ برش کارگردان برای کنسول پلی‌استیشن ۵ نیز خواهد آمد، و در تاریخ ۲۴ سپتامبر ۲۰۲۱ منتشر شد. به دنبال آن نسخهٔ مایکروسافت ویندوز در مارس ۲۰۲۲، آی‌پداواس و مک‌اواس در ژانویه ۲۰۲۴، با نسخه‌ای پورت شده برای ایکس‌باکس سری اکس/اس و آمازون لونا در نوامبر ۲۰۲۴ منتشر شدند.
کوجیما برای اولین بار این بازی را در طی کنفرانس مطبوعاتی شرکت سونی در نمایشگاه رسانه و تجارت ای۳ ۲۰۱۶ با پیش‌پردهای رونمایی کرد که نورمن ریدس بازیگر آمریکایی مجموعه تلویزیونی مردگان متحرک که پیشتر در پروژهٔ لغو شده سایلنت هیلز با کوجیما و کونامی همکاری کرده بود، یکبار دیگر به عنوان شخصیت اصلی در این بازی حضور دارد.
بازی در ایالات متحده به دنبال یک واقعه فاجعه انگیز اتفاق می‌افتد که باعث شده موجودات مخرب شروع به پرسه زدن در زمین کنند. بازیکن «سم پورتر بریجز» (با بازی نورمن ریدس) را کنترل می‌کنند، یک پیک که وظیفه دارد وسایل را به مستعمرات منزوی تحویل دهد و دوباره آنان را از طریق یک شبکه ارتباطی بی‌سیم متصل کند. نورمن ریدس، مس میکلسن، لئا سیدو، مارگارت کوالی، تامی ارل جنکینس، تروی بیکر، لیندسی واگنر، و امیلی اوبرایان با ضبط حرکت، اسکن چهره و صداپیشگی در بازی به ایفای نقش پرداختند. همچنین نیکلاس ویندینگ رفن و گی‌یرمو دل تورو، از کارگردانان مشهور هالیوودی با استفاده از اسکن بدن و چهره نقش شخصیت‌های دیگری در بازی را ایفا کرد. نام «Death Stranding» همچنین اشاره به پدیده به ساحل نشستن آبزیان یا خودکشی نهنگ‌ها دارد.
دث استرندینگ به‌طور کلی نظرات مطلوبی را دریافت کرد که منتقدان از صداپیشگی، موسیقی متن و تصویرهای بصری آن ستایش کردند اما برخی نظرات متفاوت تری در مورد گیم پلی و داستان آن داشتند. این نامزد دریافت و جوایز مختلفی از جمله «بازی سال» شد. بسیاری خاطرنشان کردند که عناصر بازی شبیه به دنیاگیری کووید-۱۹ اس، که ظرف یک ماه پس از انتشار آغاز شد.
دنباله‌ای تحت عنوان دث استرندینگ ۲: در ساحل، در حال توسعه برای کنسول پلی‌استیشن ۵ است و برای عرضه در سال ۲۰۲۵ برنامه‌ریزی شده است. یک اقتباس سینمایی نیز در دست ساخت می‌باشد.

## روند بازی
دث استرندینگ یک بازی ویدئویی اکشن در محیطی جهان باز است که همچنین شامل حالت چندنفره نیز می‌باشد. کوجیما سبک این بازی را با عناوین اولیه خود همچون متال گیر مقایسه می‌کند که در حال حاضر به عنوان یک بازی مخفی‌کاری به‌شمار می‌رود، اما در زمان عرضه یک بازی اکشن نامیده می‌شد، چون سبک مخفی‌کاری هنوز در آن زمان در نظر گرفته نشده بود. دث استرندینگ همچنین با موتور گرافیکی دسیما، مشابه با موتور بازی استفاده شده در عنوان هورایزن زیرو داون (۲۰۱۷) ساخته شده است. بر طبق گفته‌های کوجیما، یکی از جنبه‌های اصلی تریلر رونمایی شده ایدهٔ ارتباط بین زندگی و مرگ بود.
زمانی که شخصیت اصلی داستان به نام سم، جان خود را از دست می‌دهد، بازیکن به جهان دیگری به نام دنیای وارونه فرستاده می‌شود، که در آب غوطه‌ور است. زمانی که بازیکن به جهان انسان‌های فانی بازمی‌گردد، هر آن چیزی که انجام داده یا هر آسیبی که به دلیل انفجار و موارد مشابه صورت گرفته در این جهان نیز ادامه دارد و از بین نخواهد رفت. یکی دیگر از مکانیزهای مهم در طول بازی شامل نوعی باران است که تحت عنوان «سقوط زمان» شناخته می‌شود. این ماده توانایی پیر کردن یا از بین بردن هر آنچه که با آن برخورد داشته باشد را دارد.

## داستان
در آینده‌ای نه چندان دور، انفجارهایی اسرارآمیز و متوالی کره زمین را به لرزه می‌آورد، و سبب به وجود آمدن مجموعه‌ای از رویدادهای فراطبیعی شد که تحت عنوان دث استرندینگ شناخته می‌شوند. با وجود طیفی از مخلوقات شبح‌وار که در طبیعت فاجعه به بار آورده بودند، و سیاره در آستانه انقراض دسته جمعی قرار گرفت، این مسئله دیگر به سم بریجز بستگی دارد که به سرتاسر این طبیعت ویران شده سفر کرده و بشریت را از انقراض قریب‌الوقوع نجات دهد.

## بازتاب‌ها
| گردآورنده  | امتیاز                     |
| ---------- | -------------------------- |
| گیم‌رنکینگز | ۸۳٫۱۷٪                     |
| متاکریتیک  | پی‌اس۴: ۸۲/۱۰۰ پی‌سی: ۸۶/۱۰۰ |

| ناشر                    | امتیاز      |
| ----------------------- | ----------- |
| الکترونیک گیمینگ مانثلی | 5/5 ستاره   |
| فامیتسو                 | ۴۰/۴۰       |
| گیم اینفورمر            | ۷/۱۰        |
| گیم رولیشن              | 5/5 ستاره   |
| گیم‌اسپات                | ۹/۱۰        |
| گیمز ریدار+             | 3.5/5 ستاره |
| آی‌جی‌ان                  | ۶٫۸/۱۰      |
| جاینت بامب              | 2/5 ستاره   |

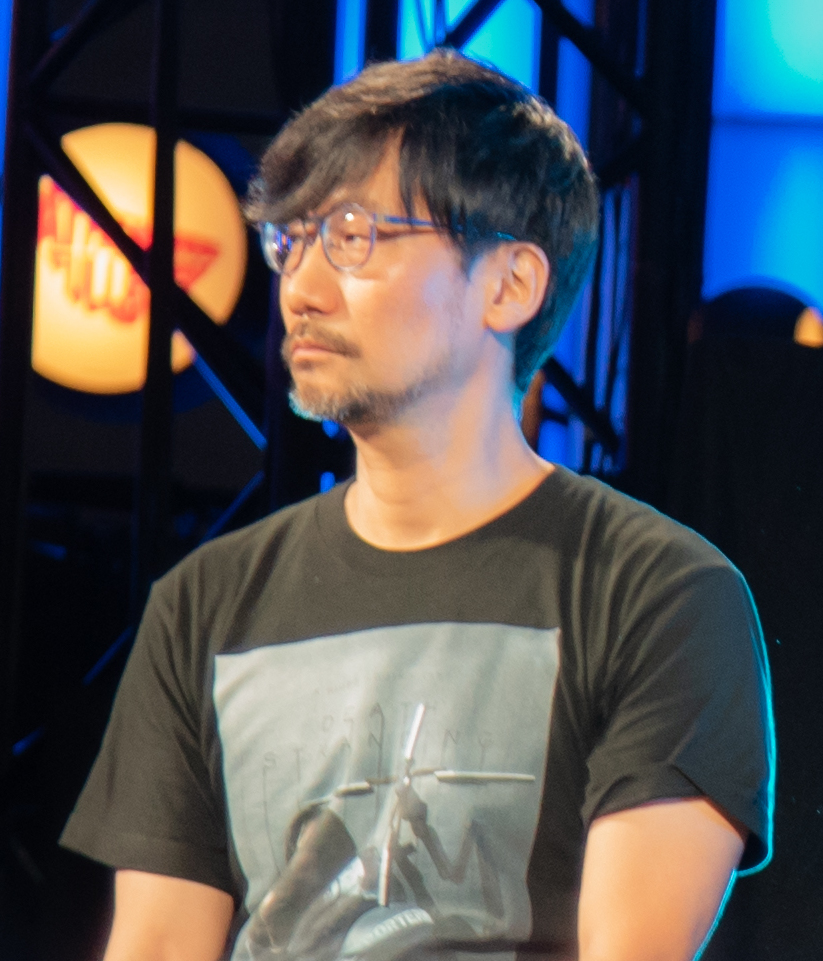
کوجیما، طراح ژاپنی این بازی است.

دث استرندینگ بر طبق بازبینی جمعی وبگاه متاکریتیک به‌طور کلی با واکنش‌های مطلوبی از سوی منتقدان همراه بود و با میانگین امتیاز ۸۲ از ۱۰۰ بر اساس ۱۱۱ نقد قرار دارد. طیف وسیعی از واکنش منتقدان به بازی شامل مفاهیم منحصر به فرد، گیرایی، صداپیشگی و گرافیک بازی مورد تحسین قرار گرفت، اما همچنین منتقدان آن را دستخوش غرور، خسته کننده همراه با روندی آهسته برشمردند. بازی برای نخستین بار در طی نمایشگاه ای۳ ۲۰۱۶ رونمایی شد و با استقبال گسترده‌ای همراه بود. در سال ۲۰۱۷، دث استرندینگ نامزد جایزه گلدن جوی‌استیک در دستهٔ «پر تقاضاترین بازی» گردید. این چهارمین بازی به کارگردانی هیدئو کوجیما، اما به‌طور کلی بیست و ششمین بازی محسوب می‌شود که توسط مجلهٔ مرتبط با بازی‌های ویدئویی ژاپنی فامیتسو به آن امتیاز کامل ۴۰/۴۰ را اختصاص داده است.
هیدئو کوجیما در واکنش به برخی نمرات پایین گفت:
من باید این مطلب را ذکر کنم که بازی دث استرندینگ از جانب منتقدین کشورهای اروپایی و ژاپن، بررسی‌های پرشوری شده است؛ اما در طرف مقابل کارشناسان آمریکایی نقدهای بسیار تندی را به این بازی داشته‌اند. شاید درک بازی دث استرندینگ برای بسیاری از منتقدین و مخاطبان سخت باشد. امریکایی‌ها طرفدار بازی‌های شوتر اول شخص هستند ولی دث استرندینگ چیزی فراتر از آن است. من همیشه تمام تلاش خودم را کرده‌ام که اثر جدیدی بسازم به همین دلیل هم بحث و جدل سر آن امری طبیعی است. باید این مسئله را ذکر کنم که فرانسوی‌ها و ایتالیایی‌ها درک متفاوت هنری و ریزبینانه‌ای دارند که همین نیز به آن‌ها کمک می‌کند تا از چنین بازی‌های جدیدی لذت ببرند.

## دنباله
نخستین بار در می ۲۰۲۲ مشخص شد که دنباله دث استرندینگ در حال توسعه است. نورمن ریدس در مصاحبه با وبسایت Leo Edit اظهار داشت که «ما به تازگی کار بر روی دومی را شروع کردیم».
در نهایت تصاویر تیزر دنباله در نمایشگاه‌های بازی با حضور ال فانینگ، کوتسونا شیئوری و لئا سیدو منتشر شد. در جوایز بازی ۲۰۲۲ اولین تریلر از بازی دث استرندینگ ۲ (که تحت عنوان خلاصه شده DS2 معرفی شد) منتشر شد و تأیید شد که تروی بیکر از بازی اول در دنباله حضور خواهد داشت.

## اقتباس سینمایی
در ۱۵ دسامبر ۲۰۲۲، اقتباس سینمایی از دث استرندینگ معرفی شد. کوجیما پروداکشنز با الکس لبوویچی و شرکتش استودیو همرستون برای تولید فیلم در کنار آلن اونگار به عنوان تهیه‌کننده اجرایی همکاری خواهند داشت.